# Batalha de Maalula
A batalha de Maalula (ou Maaloula) foi travada em Setembro de 2013, quando os rebeldes atacaram a vila maioritariamente cristã que se situa 56 km a nordeste de Damasco. A batalha opôs o Exército Sírio e suas milícias contra as forças rebeldes jihadistas e seus aliados no Exército Sírio Livre.

## A batalha

### Ataque inicial
Em 4 de setembro, um caminhão conduzido por um suicida jordaniano explodiu perto de um posto de controle do exército sírio na entrada da Maalula. A explosão deu o sinal para o ataque. Os jihadistas tomaram de assalto o posto de controle, matando oito soldados e capturando dois tanques. Durante a luta, os guerrilheiros também capturam o Hotel Safir e vários segmentos da vila.

### Contra-ataque do exército sírio
Em 6 de setembro, o exército sírio enviou reforços, incluindo tanques e veículos blindados para recuperar o controle de partes da vila, obrigando os rebeldes a recuar. Em 7 de setembro, a retomada das hostilidades em torno Maalula toma impulso com o retorno dos jihadistas.

### Nova ofensiva rebelde
Em 8 de setembro, foi relatado que forças rebeldes (em sua maioria, milicianos islamitas) tomaram boa parte de Maaloula depois de receber reforços e conseguir forçar o exército sírio a retirar-se. Durante o dia, ao menos 18 jihadistas morreram e outros 100 ficaram feridos. Muitos moradores relataram que os rebeldes obrigaram os habitantes da vila, de maioria cristã, a se converter ao islã, sob ameaça de tortura e morte.

### Reação do exército
Em 9 de Setembro, tropas do exército sírio lançaram uma grande ofensiva para retomar a cidade e as posições islamista que se situava nas colinas. Em 10 de Setemebro, as tropas rebeldes, por meio de um porta-voz da Coalizão de Oposição Síria, anunciram a retirada se o exército governamental faz o mesmo. No entanto, no dia seguinte, os jihadistas não recuam e a luta no interior do vilarejo se intensificou onvamente. Com a retirada do exército livre sírio e de outros grupos rebeldes, além dos incessantes bombardeios e do avanço das forças terrestres lealistas, os jihadistas perderam terreno e sofrem pesadas baixas.
Em 15 de Setembro, após perderem centenas de homens, as forças islamistas se retiram definitivamente e se refugiam nas montanhas. O exército sírio anunciou então na televisão estaval ter retomado a vila de Maalula completamente.

### A oposição recaptura Maaloula
Ao fim de novembro, o Exército Livre da Síria, apoiado por grupos jihadistas, iniciaram uma grande ofensiva terrestre na região. Ao anoitecer do dia 2 de dezembro, a cidade já havia sido recapturada.

### O governo reconquista a cidade
Em 15 de abril de 2014, as tropas do regime retomaram Maalula. Essa foi a quarta vez em um ano que a cidade muda de mãos.